# Olmsted (Illinois)
Pour les articles homonymes, voir Olmsted.
Olmsted est un village situé au centre-est du comté de Pulaski dans l'Illinois, aux États-Unis,. Il est incorporé le 27 décembre 1888.

## Démographie
Lors du recensement de 2010, le village comptait une population de 333 habitants. Elle est estimée, en 2016, à 306 habitants.

### Source de la traduction
- (en) Cet article est partiellement ou en totalité issu de l’article de Wikipédia en anglais intitulé « Olmsted, Illinois » (voir la liste des auteurs).